# 유쾌한 농장
유쾌한 농장(Funny Farm)은 미국에서 제작된 조지 로이 힐 감독의 1988년 코미디 영화이다. 체비 체이스 등이 주연으로 출연하였고 로버트 L. 크로포드 등이 제작에 참여하였다. 방영명은 레드버드에 부는 바람이다.

## 출연

### 주연
- 체비 체이스
- 마돌린 스미스-오스본

### 조연
- 조셉 마허
- 잭 길핀
- 브래드 설리반
- 맥킨타이어 딕슨
- 오드리 J. 니난
- 케빈 오모리슨
- 크리스 코프먼

## 제작진
- 미술: 헨리 범스테드
- 의상: 앤 로스
- 배역: 마리언 더펄티

## 같이 보기
- 크리스마스 영화 목록